# Лани, Мария
Мария Лани́ (фр. Maria Lani, урождённая Мари́я Елене́вич, пол. Maria Jeleniewicz; 24 июня 1905, Кольно, Царство Польское, Российская империя — 11 марта 1954, XIII округ Парижа) — натурщица, выдававшая себя за известную киноактрису. В конце 1920-х годов она послужила моделью для более чем 50 ведущих парижских художников и скульпторов. После обвинений в самозванстве переехала с мужем в США, где их история привлекла внимание писателей и кинематографистов. По слухам, по мотивам её жизни французский режиссёр Жан Ренуар собирался снять фильм «Женщина с сотней лиц», причём на главную роль рассматривались крупнейшие голливудские актрисы своего времени. После окончания Второй мировой войны вместе с мужем вернулась во Францию, где умерла в бедности в 1954 году.

## Биография
Мария Еленевич родилась в Польше в городе Кольно и выросла в Ченстохове. После переезда в Чехословакию работала в Праге стенографисткой. Весной 1928 года приехала в Париж, выдавая себя за звезду немого кино, снимающуюся в Берлине и якобы учившуюся у выдающегося театрального режиссёра Макса Рейнхардта. Вместе со своим мужем Максимилианом Абрамовичем (после переезда в США стал известен под фамилией Ильин) и своим братом Александром она объявила о том, что они работают над фильмом, для которого по сюжету требуется несколько её портретов. Мария подружилась с Жаном Кокто, который с энтузиазмом поддержал мнимый проект и написал 40 её портретов. При его поддержке 59 художников также создали портреты Марии. В их число среди прочего входили такие известные мастера: Пьер Боннар, Марк Шагал, Андр Дерен, Анри Матисс, Жорж Руо, Сюзанн Валадон, Моисей Кислинг, Фернан Леже, Франсис Пикабиа, Альбер Марке, Кес ван Донген, Хаим Сутин, Пьер Боннар, Джорджо де Кирико, Эдуар Вюйар.
Буклет «Мари Лани глазами Боннара» с 51 репродукцией был опубликован ограниченным тиражом в 1929 году в Париже издательством Éditions des Quatre Chemins. Эссе для неё написали Кокто, Мак Рамо и Вальдемар Джордж. Во второй половине ноября 1930 года прошла выставка её портретов в галерее Жоржа Бернгейма. Однако слава «кинозвезды» оказалась скоротечной: «критики не преминули подчеркнуть, что выставленные картины в большинстве случаев — не более чем эскизы; многие стали обвинять девушку в самозванстве и мошенничестве». В сентябре 1935 года Максимилиан подписал с Кокто эксклюзивный договор на английский перевод и постановку одноактной пьесы драматурга «Человеческий голос». В 1944 году она была опубликована. В 1956 году Максимилиан участвовал в инициированном им судебном процессе к издательству, издавшему пьесу в другом переводе. Именно на основе судебных документов установлено, что Максимилиан Ильин и Максимилиан Абрамович — одно и тоже лицо. 
В 1941 году Мари с мужем и её братом переехали в Нью-Йорк, где Мария выступала в «Столовой у двери сцены», развлекательном центре для военнослужащих. В марте 1944 года Максимилиан рассказал историю её жизни писателям Томасу Манну и Луису Бромфилду (Louis Bromfield). По некоторым сведениям, они стали соавторами сценария, вдохновлённого историей о ней. Однако позже высказывались сомнения в том, что эти писатели стали причастны 60-страничному машинописному сценарию проекта фильма, известного под рабочим названием «Женщина с сотней лиц». Французский режиссёр Жан Ренуар, живший в США с начала Второй мировой войны, по слухам, согласился снять этот фильм. Известно, что 16 мая 1944 года Манн ужинал с Ренуаром, однако неизвестно, действительно ли они тогда разговаривали о фильме про женщину, которой, по выражению киноведа Паскаля Мерижо, удалось за несколько лет «вдохновить полсотни самых знаменитых художников своего времени на картины и скульптуры со своим изображением». По разным сведениям, в предполагаемом фильме должна была сниматься в главной роли то ли Кэтрин Хёпберн, то ли звезда немого кино Грета Гарбо. Позднее против реальной возможности их участия высказывались сомнения, а слухи связывали с усилиями мужа Мари (Мерижо). Фильм так и не был снят, но созданные ранее портреты выставлялись в Европе и США, а Лани и Абрамович сумели сохранить их у себя. В выпуске журнала Life Magazine от 3 декабря 1945 года было воспроизведено пятнадцать портретов Лани. После войны Мари с мужем вернулись в Париж, где Максимилиан стал причастен к кинопроизводству. Так, он участвовал в создании дополнительных диалогов к фильму американского режиссёра Фрэнка Таттла «Стрелок на улицах города» с Симоной Синьоре в главной роли. Кроме того, он опубликовал две книги о художниках: Севеке и Морисе Утрилло. Мария умерла 11 марта 1954 года и была похоронена в могиле для нищих.
В 2011 году Мария Лани стала источником вдохновения для весенне-летней коллекции модельера Джона Гальяно, в работах которого явно прослеживались отсылки к её портретам.